# 朵如正
朵如正，雲南昆明縣（今雲南省昆明市）人，清朝政治人物、同進士出身。
咸豐八年（1858年），鄉試中舉。光緒二年（1876年）丙子恩科進士，以知縣分省即用籤分浙江。光緒十六年，署紹興府新昌縣知縣。光緒十八年，授湖州府安吉縣知縣。光緒二十一年，署處州雲和縣知縣。光緒二十四年，捐浙江補用知府。